# Gilbertown, Alabama
Gilbertown là một thị trấn thuộc quận Choctaw, tiểu bang Alabama, Hoa Kỳ. Dân số năm 2009 là 166 người, mật độ đạt 82 người/km².